# NGC 7532
NGC 7532 је спирална галаксија у сазвежђу Рибе која се налази на NGC листи објеката дубоког неба.
Деклинација објекта је - 2° 43' 40" а ректасцензија 23h 14m 22,2s. Привидна величина (магнитуда) објекта NGC 7532 износи 13,8 а фотографска магнитуда 14,7. NGC 7532 је још познат и под ознакама MCG -1-59-5, MK 529, IRAS 23117-0300, PGC 70779.